# Телевікторина (фільм)
«Телевікторина» (англ. Quiz Show) — американський художній фільм 1994 року режисера Роберта Редфорда. Екранізація роману «Згадуючи Америку: Голос із шістдесятих» (Remembering America: A Voice From the Sixties) Ричарда Гудвіна (1931—2018).

## Сюжет
Молодий амбітний адвокат, що працює в одному з комітетів конгресу, одного разу виявив обман. Це був кінець 50-х, і на екранах панував Герберт Стемпель (Джон Туртурро) в шоу «21». І поки мільйони глядачів з напругою стежили за грою, вони зовсім не звертали уваги на видимий обман. Шоу триває, адвокат починає збирати докази для свого яскравого виступу, але не на екранах телевізорів, а в суді.

## Ролі виконують
- Джон Туртурро — Герберт Стемпель[en]
- Роб Морров[en] — Річард Н. Гудвін[en]
- Рейф Файнз — Чарльз Ван Дорен[en]
- Дейвид Пеймер — Даніель Енрайт[en]
- Пол Скофілд — Марк Ван Дорен
- Генк Азарія — Альберт Фрідман
- Крістофер Макдональд — Джек Бері
- Міра Сорвіно — Сандра Гудвін
- Мартін Скорсезе — Мартін Ріттенгоум
- Гріффін Данн — керівник облікових записів
- Баррі Левінсон — Дейв Герровей
- Вільям Фіхтнер — менеджер сцени NBC
- Іллеана Дуглас — Гелена
- Ітан Гоук — студент Колумбійського університету
- Каліста Флокгарт — студентка Колумбійського університету

## Навколо фільму
Під час шоу, Герберт Стемпель на запитання, який фільм отримав премію «Оскар» у 1955 році, навмисно неправильно відповідає на запитання, хоч і знає правильну відповідь. Неправильна відповідь, яку він дає, фільм «У порту» (1954 року), про корупцію в профспілках портових вантажників. У кінострічці головний герой, борець за нагороди, навмисно програє боксерський поєдинок, який міг би виграти.

## Нагороди
- 1994 — Премія Товариства кінокритиків Нью-Йорка:
  - за найкращий фільм

- 1994 — Премія Національної ради кінокритиків США:
  - найкращі десять фільмів[en] — № 2

- 1995 — Премія БАФТА, Британської академії телебачення та кіномистецтва:
  - за найкращий сценарій[en] — Пол Аттаназіо[en]

- 1996 — Премія Лондонського гуртка кінокритиків:
  - найкращому сценаристові року[en] — Пол Аттаназіо